# Contea di Golden Valley (Montana)
La contea di Golden Valley (in inglese Golden Valley County) è una contea del Montana, negli Stati Uniti. Il suo capoluogo amministrativo è Ryegate.

## Geografia fisica
La contea ha un'area di 3.047 km² di cui lo 0,09% è coperto d'acqua. Confina con le seguenti contee:
- contea di Fergus - nord
- contea di Musselshell - est
- contea di Yellowstone - sud-est
- contea di Stillwater - sud
- contea di Sweet Grass - sud-ovest
- contea di Wheatland - ovest

## Storia

Situazione demografica

La contea di Golden Valley fu creata nel 1920 dalla parte ovest della contea di Musselshell e dalla parte nord-est della contea di Sweet Grass. Il nome della contea ("Valle Dorata" in italiano) deriva dalle grandi aspettative di produzione cerealicola che la terra poteva garantire al tempo della sua formazione.
Il capoluogo Ryegate iniziò il suo sviluppo con l'avvento della ferrovia di Milwaukee nel 1910. Oggi i treni non passano più su quei binari che vennero abbandonati nel 1980.
Nella primavera del 1938 nella contea avvenne un caso di omicidio memorabile dove un proprietario di un ranch uccise due dei suoi operai ed un vice-sceriffo in una sparatoria che richiamò le ambientazioni western. Nel 1939 l'assassino venne condannato a morte per impiccagione, una delle ultime nello Stato del Montana.
Attraverso gli anni quaranta l'economia della contea si sviluppò così come avvenne per il resto dello Stato. Da quel periodo ad oggi la situazione economica rimane fluttuante.

## Città principali
- Lavina
- Ryegate

## Strade principali
- U.S. Route 12
- Montana Highway 3